# Macho
Macho [ˈmatʃo] (spanisch macho „männlich, Männchen“) ist ein Lehnwort aus dem Spanischen. Es bezeichnet einen Mann, der seine Männlichkeit betont zur Schau stellt und der sich dabei stark an der traditionellen männlichen Geschlechterrolle orientiert.
Der Begriff Macho gilt als möglicher Gegenbegriff zum Wort Softie und wird heutzutage überwiegend abwertend verwendet.

## Verwendung im Spanischen
Im Spanischen bedeutet macho, angewendet auf Tiere, lediglich „männlich“ als Gegenwort zu „weiblich“ („hembra“); die in anderen Sprachen stark negative Konnotation besteht nicht: Auf Menschen angewandt unterstreicht der Begriff macho, durchaus positiv verstanden, die Männlichkeit. Erst als „machismo“ wird daraus der Männlichkeitswahn (als Lehnwort Machismo), der dann im deutschen Lehnwort wiederzufinden ist (das Suffix -ismo kann die Konnotation negativ verändern). Der „machista“ steht unter dem Zwang, seine Männlichkeit in der Gesellschaft, notfalls auch gegen seine eigenen Interessen, unter Beweis stellen zu müssen; das bezieht sich sowohl auf die „Verteidigung der Ehre“ wie auch auf sexuelle Herausforderungen.
Im Jargon des Flamenco bezeichnet macho sowohl eine meist dreizeilige Strophenform des Abgesangs, als auch das jeweils tiefer klingende Instrument paarig gespielter Kastagnetten.

## Texte aus Spanien und Iberoamerika
Trotz behördlicher Regulierungsversuche bleibt der Machismo weiterhin in aller Munde. Er wird als ideologischer Glaube an die Überlegenheit von Männern über Frauen bezeichnet. Wirklich fundierte Untersuchungen beziehen sich dabei nur auf den spanischsprachigen Raum und hier wiederum speziell auf Iberoamerika. Der Grund liegt wohl darin, dass in diesem Kulturbereich nicht nur die Wortprägung entstand und das Phänomen besonders stark ausgeprägt ist, sondern vor allem auch eine große Fülle von Dokumenten aus Literatur und Liedtexten vorliegt.
Die nachstehend referierten Untersuchungen basieren methodisch auf psychoanalytischen Theorien speziell zur prä-ödipalen Konfliktforschung bei der Triangulierung sowie deren Übertragung auf literaturwissenschaftliche Interpretationsweisen.
Als kulturelle Ursprünge der Ausformung des lateinamerikanischen Machismo gelten die christlich-abendländische Spaltung des Frauenbildes in Heilige und Hure, die sich seit den Kirchenvätern und der provenzalischen Troubadourlyrik belegen lässt, sowie frauenfeindliche Traditionen der präkolumbianischen Kulturen, die mit denen der spanischen Eroberer eine Synthese eingingen, die wiederum im Rahmen des generellen Kultursynkretismus Lateinamerikas gesehen werden muss. Desgleichen müssten vorchristliche Männlichkeitsrituale, wie sie im spanischen Stierkampf weiterleben, berücksichtigt werden. Die sozio-ökonomischen Grundlagen sind ein Fortleben feudaler Muster, Caciquismo und Caudillismo sowie eine nur schwach entwickelte Mittelschicht mit einem fehlenden bürgerlich-liberalen Denken. Sozialpsychologisch wird Machismo als Kompensation für das Minderwertigkeitsgefühl der Kreolen gegenüber den Spaniern in Europa sowie der von allen verachteten Mestizen mit ihrer berühmten Ahnin La Malinche gedeutet.
In Texten der Trivialliteratur, der Folklore, in Filmen etc. lässt sich der Machismo wie folgt umschreiben:
- Überbetonung von männlicher Potenz und Genitalität.
- „Hombría“ als eine enorme Empfindlichkeit in Ehrangelegenheiten und damit verbunden eine extreme Aggressivität mit einer tollkühnen Todesverachtung, sowohl für das eigene als auch für fremdes Leben. Hier mündet der Machismo in eine gewalttätige Grundeinstellung, die das private und politische Leben Mexikos und weiter Teile Lateinamerikas bis heute beherrscht. In der „hombría“ spiegelt sich das Nachwirken der spanischen „caballería“, die ihrerseits ganz ähnliche Verhaltensmuster der unterworfenen Völker mit übernommen hat. In beiden Fällen handelte es sich um  Kriegerkasten, deren zentrale Werte Ehre, Heldenmut und Todesverachtung sind. Für die spanische Seite ist die Bedeutung der „Hombría“ in der Theaterproduktion des 16. und 17. Jahrhunderts, dem Siglo de Oro, in mehr als 11.000 (!) Comedias dargelegt: Die von Gott allen Menschen zugeteilte Ehre („honor“) wird nur wirksam als gegenseitige Zuerkennung von Ehrenhaftigkeit innerhalb der sozialen Gemeinschaft („honra“) und wird so schnell degradiert zur Abhängigkeit vom guten Ruf („opinión“). Dabei ist die Ehre der Männer stets an diejenige der weiblichen Familienmitglieder geknüpft, wird bereits beim geringsten Verdacht verletzt und kann nur durch Blutrache wiederhergestellt werden. Bei der Ehrenrache gibt es dabei zwei Verhaltensmuster: In der übergroßen Zahl, den Comedias de capa y espada (Mantel- und Degenstücke), handelt der Held impulsiv und in aller Öffentlichkeit gewalttätig; eine kleine Zahl von Stücken, vor allem die Dramas de honor, führen hingegen die Ehrenrache nur so weit öffentlich aus, wie es auch die Beleidigung war, denn eine unüberlegte Ehrenrache in aller Öffentlichkeit würde gerade dieser erst die erlittene Ehrverletzung kundtun.[6]

- Der Machismo ist in allen sozialen Schichten verbreitet und verbindet sich häufig mit politischen Führerfunktionen, die sich als caciquismo und caudillismo in dörflichem, regionalem oder gar nationalem Rahmen äußern. Das Spektrum machistischer Verhaltensformen wird hier um ein neues Element bereichert: den Macho als „Hombre serio“ oder „Hombre sincero“, der niemals lacht, sich würdevoll, unnahbar, undurchdringlich und somit über alles erhaben gibt: somit der kluge, listenreiche und vorausschauende Held der Dramas de honor.

- Zu den unerlässlichen, stereotypen Attributen des Macho gehören das schnelle Pferd, die Reit- und Fechtkunst, das phantasievolle Kostüm in bunten Farben mit Gold- und Silberstickerei, der Sombrero, Stiefel und Sporen, Patronengurte, Pistole und Messer, Trinkfestigkeit, Kartenspiel und ganz allgemein ein  Imponiergehabe. Nicht zufällig ist der Hahn sein Lieblingstier und der lärmende Hahnenkampf eine seiner Lieblingsbeschäftigungen. In den gehobeneren Schichten kommen eine Uniform, ein gepflegter (Trachten-)Anzug sowie ein undurchdringliches Pokerface beim Glücksspiel hinzu.

- Das Verhältnis des Macho zu Frauen ist auf spezifische Weise gespalten: Während die Frauen des eigenen Clans, allen voran die Mutter, als reine und engelhafte Wesen eine kindliche Verehrung genießen, die ansonsten nur noch der Jungfrau Maria zuteilwird,[7] scheinen alle anderen Frauen erst einmal dazu geschaffen, einzig mit dem Ziel der Bestätigung der eigenen Unwiderstehlichkeit erobert zu werden. Auch hier lebt die antiplatonische Tradition der spanischen Comedia weiter: Der Galán/Caballero sieht eine hübsche Frau (oftmals hört er auch nur von ihrer Schönheit), schmachtet sofort in „Liebe“ zu ihr, was immer in den Satz mündet: „tengo que gozarla“ (frei übersetzt: „ich muss sie unbedingt haben“). Die Wortwahl des Macho über die fremde Frau hängt davon ab, ob der Zeitpunkt vor oder nach ihrer Eroberung liegt: Vorher preist er ihre Schönheit und Tugend in wahrhaft – man denke an die Volksmusik – höchsten Tönen; nachher erweist sich jedoch die vermeintlich Angebetete für ihn als reines Sexualobjekt, das gerade aufgrund der erfolgreichen Eroberung besondere Verachtung verdient und beschimpft wird als unehrenhaft, potentiell untreu und daher nun hässliches Wesen, das sich als Keil zwischen den Mann und seine Mutter schiebt. Die Frau, die man einmal heiratet, muss daher Jungfrau sein – und so beginnt der Prozess in der nächsten Generation von neuem. Die Ambivalenz dieses Frauenbildes steigert sich bis zur Schizophrenie in brutalen Flüchen vom Typ „Chinga la madre“[8] bis hin zur Beschimpfung der Mutter eines männlichen Rivalen als „la puta que te parió“, mit dem die angesprochene Mutter nicht nur als Hure, sondern auch als gebärendes Tier herabgesetzt wird – eine Beleidigung, die unweigerlich blutige Ehrenrache erfordert.

- Das erstaunlichste Phänomen ist sicherlich die Faszination, die der Macho bis heute auf Frauen ausübt. Es ist gerade die Frau, die zumindest momentan stolz ist, von einem Macho zu einem Sexualobjekt degradiert zu werden – daher auch die „Hembra“ in ihrer ursprünglichen Bedeutung als instinkthaft-sinnliches Weib. Es sind die Frauen, die ihre Söhne zu Machos erziehen, ihre Töchter jedoch zu willenlosen Hembras, die im Idealfall vor der Heirat einzig der Verbürgung der Familienehre dienen und ansonsten auf der letzten Stufe einer Familienhierarchie stehen, die sie erst dann verlassen, wenn sie selbst verheiratet sind und einen kleinen, zukünftigen Macho zur Welt gebracht haben.

Spätestens hier stößt man auf die Familienstruktur, die machistische Individuen hervorbringt. Ausgangspunkt ist die offensichtliche Dominanz einer „matrifokalen“ Familie. Der Begriff darf nicht mit matriarchalisch verwechselt werden und bedeutet vielmehr, dass in einer sich nach außen patriarchal gebenden Welt die wahre Herrin des Hauses die Frau ist – ein Haus, das durch die weitgehende Abwesenheit oder gar das Fehlen des Mannes der Bestimmung durch Frauen und Mütter überantwortet bleibt. Sie sind der einzig fixe und ruhende Pol, bleiben dem öffentlichen Bereich zumeist verborgen, engagieren sich jedoch in den letzten Jahren, beispielsweise als Madres de Plaza de Mayo, auch bei öffentlichen Protesten. In den sozialen Unterschichten sind es zumeist die Frauen, die für die ökonomische Basis der Familie sorgen, Geschäfte erledigen und die Kinder ernähren, während der Vater dieser Kinder, wenn er überhaupt noch vor Ort ist, aufgrund seiner Armut, seiner zumeist unsicheren Arbeitsstelle sowie seinem Ausschluss aus gesellschaftlichen und politischen Entscheidungsprozessen keinerlei Autorität verkörpert. In der Öffentlichkeit gibt er sich gerne als Macho, kann aber – bildhaft gesprochen – nicht das Bein mit den Machos der Oberschicht heben.
Es bleibt ihm nur die Bewunderung dieser Kaste sowie die Identifikation mit den „Caciques“ und „Caudillos“, deren Frauen wenigstens nicht für den Unterhalt der Familie sorgen müssen, aber ebenfalls vom öffentlichen Leben ausgeschlossen bleiben.
Psychologische Entwicklungsanalysen gehen von einem Modell aus, wonach sich das Kind zunächst mit dem ernährenden Elternteil (d. h. in den hier zur Diskussion stehenden Gesellschaften mit der Mutter oder ihrer weiblichen Ersatzperson) identifiziert und nicht automatisch mit dem Vater, wie dies Freud noch postulierte. Diese symbiotische Bindung an die Mutter kann nur durch eine Identifikation mit einer Vatergestalt gelöst werden, welcher die Aufgabe der Welterschließung zufällt. Gelingt diese Triangulierung nicht oder nur unvollständig, dann kann die Fähigkeit zu zwischenmenschlichem Kontakt und Auseinandersetzung mit der Realität, je nach Grad der erfolgten Vateridentifikation, gestört werden.
Hinter der Verherrlichung der Frau als einem sakralen Wesen verbirgt sich die Angst vor ihr; in der Konsumsexualität mit der dazugehörigen Verachtung der fremden, nicht zum Familienclan gehörenden Frau äußert sich eine unbewusste Rache an einer alles dominierenden Mutter. Der Macho bleibt inzestuös an die Mutter fixiert, und seine Sexualität entpuppt sich im wahren Sinne des Wortes als „Prä“-Potenz. Die extremste Folge ist eine Vereinsamung des Individuums, jene „Soledad“, die höchstens momentan durch eine blindwütige, „vor-sadistische“ Gewalttätigkeit überbrückt werden kann, die sich als Versuch zur Überwindung der Angst vor der symbiotischen Bindung an die Mutter deuten lässt. Selbst wenn es zu einer Identifikation mit dem seinerseits selbst machistischen Vater kommt, werden seine späteren Kontakte mit fremden Frauen immer nur der Bestätigung dienen, dass man nicht an die Mutter gebunden ist.
Eine ausschließliche Deutung des Machismus als Rache an einer omnipotenten Mutter greift zu kurz und würde den Müttern die Schuld zuschieben: Der Macho hat auch ein handfestes Problem mit dem Vater und dessen Autorität, die er nicht oder nur teilweise verinnerlicht hat, was etwa das anarchische, sich über alle Gesetze hinwegsetzende Gebaren erklären hilft. Noch konkreter wird dies beim Aspekt der Ehre: Jede von einem Macho entehrte Frau impliziert die verlorene Ehre eines Vaters bzw. Ehemannes und ist somit ein Angriff auf den innersten Kern der sozialen Ordnung einer patriarchalischen Gesellschaft. Erstmals wird dieser Aspekt in der ersten literarischen Behandlung des Don Juan in El burlador de Sevilla y convidado de piedra (1613) von Tirso de Molina benannt: Don Juan verführt die Frauen nicht um der Lust willen, sondern um die Ehre der Väter zu zerstören. Dieser Angriff auf die Ordnung der Gesellschaft ist der explizite Grund für seine Höllenfahrt. Hinzu kommt noch ein theologischer Aspekt, der mit der Diskussion über die Willensfreiheit zusammenhängt: Im Vertrauen auf die göttliche Gnade, die von Gott laut herrschender katholischer Theologie dem Sünder gewährt werden muss (!), glaubt Don Juan selbst Gott bezwingen zu können, wiederholt also auch hier seine Opposition gegen die Welt der Väter. In den zeitgenössischen Texten der lateinamerikanischen Literatur spielt dieser Aspekt der Revolte nur eine untergeordnete Rolle. Im Vordergrund steht eindeutig die gestörte Identifikation mit der Vaterfigur oder gar deren Fehlen und die daraus resultierende Fixierung an die Mutter.
Solcherart geprägte Individuen verharren in einem Wirklichkeitsverständnis, das nicht durch Aufklärung, Positivismus oder naturwissenschaftliche Erkenntnisse geprägt ist, sondern magisch bleibt. Nachdem im 19. Jahrhundert die lateinamerikanische Literatur durch kolonialistische Ideale geprägt war (siehe Barbarei und Zivilisation des Argentiniers Domingo Faustino Sarmiento), vollzog sich die Aufdeckung dieser verborgenen Seite des Machismo in der zweiten Hälfte des 20. Jahrhunderts. Literaten und Literaturwissenschaft haben dafür Begriffe wie Magischer Realismus oder Lo real maravilloso geprägt. Die Autoren beschreiben die Synthese von indianischen, afrikanischen, antiken sowie christlich-katholischen Denkformen, die alle keinem rationalen, monokausalen oder im abendländischen Sinne „logischen“ Denken entspringen. Sie sind magisch, animistisch; der Mensch ist noch mit allen Elementen verwandt; die Grenzen zwischen Belebtem und Unbelebtem, Subjektivität und Objektivität sowie Wirklichkeit, Traum und Tod sind verwischt. Ein derartiger kultureller Synkretismus bestimmt in der Tat die Weltsicht weitester Bevölkerungskreise. Die Autoren geben nicht nur vor, eine bestehende Realität abzubilden, sondern postulieren damit auch eine politische Zielsetzung: die „Mestizaje“ als Selbstbegründung Lateinamerikas gegenüber dem kulturellen Führungsanspruch Europas und Nordamerikas sowie nicht zuletzt gegenüber den jeweiligen Oligarchien in den lateinamerikanischen Ländern selbst, die zwar physisch in Lateinamerika, geistig und kulturell jedoch in Paris, London oder New York leben und den einheimischen Volkskulturen in einer Mischung aus Distanz und Ignoranz gegenüberstehen. Verblüffend ist jedoch, dass genau in jenen Werken, wo diese Synthese erreicht scheint, die wunderbare Wirklichkeit Lateinamerikas negativ bewertet und als unmenschlich denunziert wird. Mustergültig illustrieren dies die bekanntesten Romane:
- 1955 Pedro Páramo von Juan Rulfo, dessen Protagonist  bei seiner – von der Mutter befohlenen – Vatersuche jegliches Realitätsbewusstsein verliert, dem beim Kontakt mit Frauen die Luft zum Atmen  ausgeht, während sein Vater als Opfer seines gespaltenen Frauenbildes dem Wahnsinn verfällt und den ökonomischen Ruin der von ihm abhängigen Bevölkerung herbeiführt. Während in Pedro Páramo die politische Wirklichkeit (die mexikanische Revolution) noch weitgehend ausgeschlossen und das soziale Milieu auf den ländlichen Raum beschränkt bleiben, verstehen sich die nachfolgenden Romane als kritische Analyse von Geschichte und Gegenwart ihrer Länder.
- 1960 Hijo de hombre von Augusto Roa Bastos mit einer starken Regression in den mütterlichen Aspekt der Frau, die gleichzeitig aber im Bild der Frau, die Vögel isst, auch Angst und Gefahr verkörpert, für Paraguay.
- 1961 Sobre héroes y tumbas von Ernesto Sábato, wo aus der Sicht der städtischen Mittelschicht Argentiniens vor dem realen Hintergrund einer Mutter, die ihr Kind abzutreiben versucht, die inzestuöse Bindung an eine alles verschlingende Muttergottheit in den Kloaken von Buenos Aires nur durch den Ausweg der rein ernährenden Mütterlichkeit der Frau aus dem einfachen Volk gefunden werden kann.
- 1967 Cien años de soledad von Gabriel García Márquez: die zyklische Zeitauffassung, die inzestuöse Fixierung der Protagonisten, ihre Vereinsamung, ihre Handlungsunfähigkeit, die omnipräsente Gewalt als Inbegriff der Geschichte Kolumbiens sowie die Auswanderung der Jugend am Ende des Romans sind Absagen an die wunderbare Wirklichkeit des gesamten Kontinents.
- 1976 El beso de la mujer araña von Manuel Puig, wo erstmals das Thema der weiblichen Rolle in einer homosexuellen Beziehung als das Produkt einer Identifikation des Jungen mit der Mutter wegen des Fehlens der Vaterfigur in der Triade gesehen wird. Gleichzeitig werden Theorien der Psychoanalyse in den Roman mit eingebaut.
- 1982 La casa de los espíritus von Isabel Allende, wo sich erstmals eine Frau mit dem Machismo auseinandersetzt. Verblüffend ist dabei die Faszination des Machismo auf die Autorin, der als Geschlechterspannung latent bleibt und den Hintergrund für die Möglichkeit seiner Überwindung abgibt. Das für Lateinamerika sicherlich revolutionäre Gegenmodell orientiert sich an bürgerlichen Vorstellungen wie gegenseitige Achtung, Zärtlichkeit und Seelenverwandtschaft vor allem in De amor y de sombra (1984).

Unter dem Aspekt der literarischen Entwicklung und Modernität betrachtet sind sowohl die Texte von Puig und Allende bereits überholt, da sie noch in der erzählerischen Tradition jenes Magischen Realismus stehen, der alle Straten der lateinamerikanischen Wirklichkeit abzubilden versuchte. Aber nur derartig strukturierte Texte waren in der Lage, das Material für obige Analysen des Machismo zu liefern. Die literarische Moderne in der Tradition eines James Joyce sowie des französischen Surrealismus und des Nouveau Roman beginnt in der Romanproduktion ab 1963 (etwa Rayuela von Julio Cortázar, arg.) und führt zu einer „Dekonstruktion“ der Wirklichkeit, die wie in einem Kaleidoskop durcheinandergewirbelt eine Kritik der lateinamerikanischen Verhältnisse bewirken will. Diese Texte sind nicht mehr linear lesbar, liefern keine Beschreibungen, und Themen wie Familienstruktur oder Machismo scheinen uninteressant. Höchstens provozierend dahingeworfene Schlagworte zur Violencia als dem grundlegenden Lebensgefühl, das die „Brutalität der Zeugung widerspiegelt“, oder zum Machismus als „verkappter Homosexualität und Onanie“ lassen aufhorchen und sind vor dem Hintergrund der Triade deutbar. Den tiefsten Einblick liefert der extrem hermetische Roman Farabeuf o la crónica de un instante (1965) des Mexikaners Salvador Elizondo, der die Liebesvorstellungen der französischen Surrealisten um André Breton und Georges Bataille mit machistischen Phantasien verbindet und so den wohl beeindruckendsten Text zu diesem Themenkreis schafft: Obwohl nicht direkt in Mexiko angesiedelt, kann ein derartiger Roman nur von einem Mexikaner geschrieben werden. Gleichzeitig verweist er den europäischen Leser auf die ihm eigenen Wurzeln der Verherrlichung von Violenz.
Das bisher in der Machismus-Forschung zur Anwendung gelangte psychodynamische Modell differenziert zwischen verschiedenen Muttertypen. Sie erscheinen je nachdem positiv ernährend; liebevoll erstickend; bei allem Elend heiter und tatkräftig; verhärmt, traurig und beim Sohn mitleiderregend oder kalt und abweisend bis hasserfüllt, weil das Kind als Last empfunden wird. Bei Vatertypen wird unterschieden, ob sie real anwesend sind (Intensität des Umgangs mit dem Sohn und der Mutter; Grad der Identifikation des Jungen mit dem Vater) bzw. abwesend, woraus sich Möglichkeiten zum Ersatz des Vaters ergeben bzw. dieser in einem chimärischen Bild durch die Mutter glorifiziert oder in den Schmutz gezogen werden kann, bis hin zu ihrer Aufforderung an den Sohn, den Vater zu suchen und zur Rede zu stellen usw. Auf dieser Grundlage kann dann eine Fallstudie versucht werden.

## Machistische Attitüde als Auflehnung gegen die bürgerliche Moral
1. So wie der barocke spanische Don Juan – letztlich abhängig von den psychologischen Mechanismen seines Handelns – bewusst gegen die Normen seiner Zeit als das Gesetz des Vaters verstößt, sind auch das berühmte Manifest des Futurismus von 1909 mit dem Schlagwort des „disprezzo della donna“, der im selben Jahr erschienene Roman Mafarka le futuriste von F.T. Marinetti sowie das Manifesto futurista della donna (1912) von Valentine de Saint Point. bewusste Attacken gegen die bürgerliche Ordnung sowie deren Dekadenz. Die „Verachtung des Weibes“ bezieht sich auf Marienkult, Mammismo und die „Femme fatale“ des Fin de siècle bzw. dessen Literatur. Das angebotene neue Frauenbild betont hingegen die Glorie einer Frau, die zukünftige Kämpfer und Helden in unbändiger Lust empfängt und gebiert, womit eine zwar neue, aber nicht weniger problematische Zuweisung hin zum Faschismus erfolgt.
2. Bedeutend radikaler gibt sich die machistische Attitüde der Lederszene sowie der spiegelbildlich dazugehörenden Tunten, oder in der Bondageszene, wo bürgerliche Moralvorstellungen ostentativ abgelehnt werden, aber nicht deren Abschaffung gefordert wird. Dies erklärt auch die je nach Land gefächerte Duldung, wobei so etwas wie eine Norm (das Adjektiv von „Norm“ ist nicht zufälligerweise „normal“) zunehmend weniger durch die tradierte Moral als durch die internationale Klassifikation der Krankheiten und verwandter Gesundheitsprobleme ICD-10 oder DSM IV festgelegt ist.
3. Die „Schmerzgrenze“ – im wahren Sinne des Wortes – wird dann erreicht, wenn durch die machistische Attitüde die Grundfesten der menschlichen Gemeinschaft durch einen zelebrierten Amoralismus und Machismus zerstört werden sollen. Berühmtestes Beispiel ist der Marquis de Sade (1740–1814).
So wie später Marinetti können auch Sades Texte zunächst als Persiflage von Jean Jacques Rousseau und des Gedankengutes des frühen Bürgertums gelesen werden. Seine Ablehnung von menschlicher Solidarität, Gleichstellung und Freiheit aller Personen („Liberté“, „Egalité“, „Fraternité“) geschieht auf der Grundlage der aristokratischen Vorstellungen des „Ancien régime“, die er mit einem Sozialdarwinismus lange vor Darwin theoretisch untermauert. Das Gros der Menschheit besteht demnach aus Schafen, deren einziger Daseinszweck es ist, von den Wölfen gefressen zu werden. Eine moralische oder gar politische Organisation der Schafe wird als ein Zusammenrotten der Schwachen gegen die Starken verteufelt. Geltung hat laut Sade nur das Gesetz der Stärkeren, die zum Überleben von Natur aus böse sein müssen. Sade illustriert dieses Gedankengut in La philosophie dans le boudoir (1795), wo die brutalen Akteure in den Ruhepausen über ihre Aktionen philosophieren. Es spielt nur eine untergeordnete Rolle, ob die Handlungen echt oder ausgedacht sind oder ob Sade wirklich so ein ungeheuerlicher Sadist war: Entscheidend ist die Attitüde mit ihrer Vielzahl machistischer Facetten. Handeln und Denken propagieren die Zerstörung einer jeglichen menschlichen Gemeinschaft. Noch beängstigender wirkt, dass es keinen Verhaltensunterschied zwischen Mann und Frau gibt: Ausschlaggebend ist die Zugehörigkeit zu den Starken. Die Aggressionen in den Texten des Marquis spiegeln viele der bisher genannten psychologischen Facetten, allen voran die problematische Beziehung zur Mutter: Der Siebte und Letzte Dialog von La philosophie dans le boudoir enthält nicht nur machistische Zerstückelungsphantasien aller Art, sondern weist mit der von der Tochter angeordneten Vergewaltigung der Mutter durch einen Syphiliskranken und der anschließenden vaginalen und analen Infibulation der Mutter durch die Tochter auf Probleme der aktuellen Frauenliteratur (vgl. nächstes Kapitel).
Ein etwas früherer Beleg für diese menschenverachtende Haltung als Merkmal der französischen Aristokratie des Ancien Régime sind Les liaisons dangereuses (1782) von Choderlos de Laclos. Auch hier erweist sich eine Frau (La Marquise de Merteuil) als wahrhaft „phallische Frau“: Im Gegensatz zu Sade wird diese jedoch nur zur Wahrung des eigenen Vorteils und Genusses – möglichst im Verborgenen hinter der Maske der Scheinheiligkeit – ausgelebt und dient noch nicht der Zerstörung der bestehenden Ordnung. Bei ihrem Gegenspieler, dem Vicomte de Valmont, überschreitet die machistische Attitüde des Libertin die zulässige Grenze: Die in seinen Briefen angeführten Verführungstechniken bilden ein umfassendes Handbuch der psychologischen Kriegsführung und begründen – anders als beim weiblichen Geschlecht – seinen Ruhm in der adeligen Gesellschaft; bei der Verführung der tiefreligiösen und daher sittenstrengen Présidente Mme de Tourvel sieht er seinen Sieg nicht als den über einen lächerlichen Ehemann, sondern als einen über Gott und erhebt sich gottgleich als Herr über die hilflos gemachte Frau. Gleichzeitig weiß er im Vorhinein, dass er die Frau nach der Eroberung als moralisch verwerflich fallen lassen wird, denn die eigentliche Lust resultiert aus der langsamen Eroberung und einem nur kurzen Moment des körperlichen Besitzens, dem sofort die Ablehnung einer möglichen Liebe, die zur Abhängigkeit führen würde, folgt (Lettres 96 und 125). Nur das „Scheitern“ Valmonts, weil er doch der sich anbahnenden bürgerlichen Liebesauffassung verfällt, sowie die moralische Verurteilung der Marquise am Ende des Romans machen ihn für die bürgerliche Moral erträglich und filmtauglich. Sade hingegen fällt der Verdammnis anheim, obwohl viele seiner Szenen das Abendprogramm der Krimiserien bevölkern: Es geht bei Sade vielmehr um das Zerstörungspotential seines Denkens, weshalb auch Verfilmungen tabuisiert werden.

## Begriffsinhalt im Deutschen
Machos werden meist folgende Charaktereigenschaften zugeschrieben:
- Konservative Ansichten (z. B. „Kinder, Küche, Kirche“)
- Offensives, aggressives und draufgängerisches Verhalten
- Imponiergehabe und Narzissmus
- Unhöfliches, überhebliches oder herablassendes Verhalten
- Pflege von Ritualen des Kräftemessens bzw. Wettkämpfen (z. B. Armdrücken, Beindrücken, Fingerhakeln, illegale Autorennen)
- Die Neigung zu prestigeträchtigen Statussymbolen (z. B. ein imposantes Auto, Motorrad)
- Sexismus und Misogynie
- Homophobie (z. B. im Fußballstadion[17][18][19])
- Übertriebene sexuelle Aktivität, wobei von der Frau Unterwerfung erwartet wird (siehe auch „Chauvi“).

Der entsprechende Charakterzug heißt „Machismus“. Machistisches Verhalten kann mit einer Aufwertung des Männlichen und einer Abwertung des Weiblichen einhergehen.
Besonders starkes machistisches Verhalten wird als auffälliges Muster oft einzelnen Subkulturen zugeschrieben, wie der Bodybuilding-Szene, Hooligan-Szene, Hip-Hop-Szene, Autotuning-Szene, Skinhead-Szene usw.
Als eher passiver Frauenschwarm wird der Macho dagegen ironisch in dem Lied Macho, Macho von Rainhard Fendrich dargestellt.
Die weibliche bzw. komplementäre Entsprechung zum „Macho“ ist Tussi.
2010 erstellte Rilo Chmielorz ein Radio-Feature mit dem Titel: macho ibérico – Galan und Gewalttäter. – Neue Erkundungen zu einer alten Spezies. für Deutschlandfunk (Erstausstrahlung am 30. Juli 2010), SWR und Saarländischer Rundfunk.